# リュードベリ定数
リュードベリ定数（リュードベリていすう、英: Rydberg constant）は、原子の発光および吸収スペクトルを説明する際に用いられる物理定数である。記号は R∞ などで表される。名称はスウェーデンの物理学者ヨハネス・リュードベリに因む。
リュードベリ定数の値は
{\displaystyle R_{\infty }=10\ 973\ 731.568\ 157(12)\ {\text{m}}^{-1}}
である（2022 CODATA推奨値）。

## リュードベリの公式
原子は特有な線スペクトルの配列をもつ。
水素原子の線スペクトルはもっとも簡単な配列をしており、ヨハン・ヤコブ・バルマーは可視光域の線スペクトルの波長 λ が
{\displaystyle \lambda ={\frac {n^{2}}{n^{2}-4}}\times 364.56\ {\text{nm}}}
と表されることを発見した。
リュードベリは他の原子の線スペクトルの波長 λ が、適当な正の整数 m, n (n>m) を用いて波数{\displaystyle {\tilde {\nu }}}が
{\displaystyle {\tilde {\nu }}\equiv {\frac {1}{\lambda }}={\frac {\nu }{c}}=R_{\infty }\left({\frac {1}{(m+a)^{2}}}-{\frac {1}{(n+b)^{2}}}\right)}
と表されることを発見した。これはリュードベリの公式と呼ばれる。
係数 R∞ は原子の種類によらない普遍定数であり、これがリュードベリ定数である。
a, b は原子ごとの線スペクトルの系列によって近似的に一定の値をとる定数である。
水素原子では a=b=0 であり、バルマーが示した式は m=2 の特別の場合である。

## ボーア模型からの導出
観測結果から求められたリュードベリ定数であったが、20世紀に入り量子力学が発展すると、ボーアやゾンマーフェルトによって理論的に他の物理定数と関係づけられることが示された。
ボーアの原子模型によれば、リュードベリ定数は、電子の質量 me、電気素量 e 、光速度 c、プランク定数 h、真空の誘電率 ε0 を用いて、
{\displaystyle R_{\infty }={\frac {m_{\text{e}}e^{4}}{8\epsilon _{0}^{2}h^{3}c}}}
と表すことができる。
微細構造定数 α を用いると、
{\displaystyle R_{\infty }={\frac {\alpha ^{2}m_{\text{e}}c}{2h}}}
と簡略化できる。また、ハートリーエネルギー Eh を用いて、
{\displaystyle R_{\infty }={\frac {E_{\text{h}}}{2hc}}}
と表すこともできる。
波数をエネルギーに換算した値はリュードベリ原子単位系においてエネルギーの単位リュードベリ（rydberg、記号 Ry）として用いられ、その値は
{\displaystyle {\text{Ry}}=hcR_{\infty }=13.605~693~122~990(15)~{\text{eV}}}
である。上記の通り 1 rydberg は (1/2) hartree に等しい。

## 水素原子のスペクトル
水素原子の線スペクトルについて、a=b=0 となり、
{\displaystyle {\tilde {\nu }}\equiv {\frac {1}{\lambda }}={\frac {\nu }{c}}=R_{\infty }\left({\frac {1}{m^{2}}}-{\frac {1}{n^{2}}}\right)}
という関係が成り立つ。
整数 m に関して
- m=1, n=2, 3, 4,...： ライマン系列（1906年） （121.6nm 遠紫外線領域）
- m=2, n=3, 4, 5,...： バルマー系列（1885年） （656.3nm 紫外可視光領域）
- m=3, n=4, 5, 6,...： パッシェン系列（1908年） （1875.1nm 赤外線領域）
- m=4, n=5, 6, 7,...： ブラケット系列（1922年） （4050.0nm 近赤外線領域）
- m=5, n=6, 7, 8,...： プント系列（1924年） （7460.0nm 遠赤外線領域）
- m=6, n=7, 8, 9,...： ハンフリーズ系列（1953年） （12370nm 遠赤外線領域）

と呼称される。

## 水素原子以外での重要性
原子や分子において、その中の電子の1つを主量子数 n の大きい原子軌道に励起すれば水素型の励起状態となる。この状態をリュードベリ状態といい、その状態にある原子をリュードベリ原子という。
リュードベリ原子において、軌道半径は n2 に比例して非常に大きく、原子・分子で最も簡単な系でありながら、長さ・時間・エネルギーの尺度について基底状態の原子・分子から大きくかけ離れた性質を示す。

## 関連記事
- 量子力学
- 原子単位系